# Licor 43
Cuarenta y Tres / Licor 43 je jeden z nejznámějších španělských bylinných likérů, jenž má bylinou chuť s vanilkovým aroma. Název je odvozen ze 43 tajných přísad. Obsahuje 31 % alkoholu. Recept tohoto nápoje je údajně starý více než 2000 let. Do Cartageny ho prý přivezli Římané z Kartága.